# 블루 자이언트 (영화)
블루 자이언트(영어: BLUE GIANT)는 2023년 공개된 일본의 애니메이션 영화이다. 다치카와 유즈루가 감독, NUMBER 8가 각본을 맡았다. 이시즈카 신이치의 동명 만화를 원작으로 한다.

## 출연
- 야마다 유키 - 미야모토 다이 역
- 마미야 쇼타로 - 사와베 유키노리 역
- 오카야마 아마네 - 타마다 슌지 역
- 기노시타 사야카 - 아키코 역
- 아오야마 유타카 - 카와키타 역
- 노무라 켄지 - 유이 역
- 기우치 히데노부 - 아마누마 코세이 역
- 도치 히로키 - 타이라 역
- 곤도 유스케 - 미야모토 마사유키 역
- 스다 미레이 - 미야모토 아야카 역
- 다카하시 신야 - 모치즈키 역
- 가토 마사유키 - 이소가이 마사루 역
- 시노미야 고 - 우치야마 역

## 기타
- 한정된 예산 속에서 제작비 절감을 위해 NUT와 제작위가 모든 수단을 총동원했는데 대표적인 것이 3D 모델링의 재활용이다. 다이가 어렸을적에 슈헤이의 손에 이끌려 보게 된 토닉 블루에서 라이브를 하던 밴드의 드러머, 유키노리가 JASS 멤버들을 이끌고 처음 So Blue에 데려갔을 때 라이브 중인 무대 위의 드러머, 코튼즈에서 유키노리와 라이브 공연을 함께 한 '프레드 실버'의 드러머 Tom Petrotie 세 캐릭터는 피부색만 다를 뿐 전부 같은 모델링이다. 비디오 게임에서 흔히 보이는 팔레트 스왑.